# Josip Šokčević
Josip Šokčević (Vinkovci, 7. ožujka 1811. – Beč 16. studenog 1896.), bio je hrvatski ban, podmaršal, barun kao i treći guverner Srpskog vojvodstva i Temiškog Banata.

## Životopis
Rođen je u obitelji graničarskih časnika u Vinkovcima. Nakon pučke škole i dva razreda realne gimnazije, 1823. odlazi iz rodnog grada na vojnu akademiju u Bečko Novo Mjesto, koju završava 1830. godine. Brzo je napredovao u vojnoj karijeri, počeo je službu kao zastavnik u pješačkoj pukovniji, u ljetu 1848. već je pukovnik i zapovjednik 37. pješačke pukovnije u Lavovu,  s njom opsjeda i osvaja Veneciju te slama talijansku protuaustrijsku pobunu krajem godine. U 38 godini već je general bojnik, dok u 46. godini svoga života postaje podmaršal, te ga sa Slavonske vojne granice premještaju u Vrhovnu vojnu komandu u Graz. Budući da je obolio Josip Jelačić (1858.) tadašnji hrvatski ban, car Franjo Josip I. imenuje ga banskim zamjenikom i šalje u Zagreb. Nakon smrti bana Jelačića poslan je za guvernera Srpskog vojvodstva i Temiškog Banata (sjedište u Temišvaru). 1860. uz nisku brojnih vojnih odlikovanja koje je dotad dobio, uzdignut je u plemićki red dobivši titulu baruna.

## Banovanje Josipa Šokčevića
U ljetu ( 1860.) car ga imenuje novim hrvatskim banom, uz preporuke Bosansko-srijemskog biskupa J. J. Strossmayera. Njegova politika u prvim danima odlikuje jačanje hrvatskog jezika u upravi ( koji je prije njega bio njemački). Činovnici su morali učiti hrvatski i prema narodu se ophoditi s dužnim respektom. 
Na tragu Carske Listopadske diplome (liberalne po duhu i reformističke ), ban Šokčević saziva  Bansku konferenciju od 55 hrvatskih uglednika, koja je trebala dati prijedloge o novom izbornom zakonu za Hrvatsku i preuređenju Habsburške Monarhije. Šokčević dopušta obnovu političkih stranaka. No poslije Veljačkog patenta 1861., kojima se osniva Carevinsko vijeće u Beču i državna upravu ponovo snažno centralizira, s umanjenim ovlastima uspostavljenih zemaljskih sabora, Šokčevića je to razočaralo. Pod njegovim predsjedanjem održavaju se zasjedanja Hrvatskog sabora 1861. i 1865., na kojima sabornici nisu bili jedinstveni kako urediti odnose s Mađarima i Austrijancima, a pojavila se i starčevićanska opcija o samostalnoj Hrvatskoj. 
Kao ban zaslužan je za poticanje gospodarskog života, koje je prvo zahvatilo veće gradove - Zagreb, Rijeku, Karlovac, Osijek, Vukovar i Zemun.  U njegovom mandatu počinje gradnja glavnih željezničkih pruga. Uz njegovu izdašnu pomoć u  Zagrebu je 1864.g. organizirana Prva dalmatinsko-hrvatska-slavonska gospodarska izložba.
Eugen Kvaternik je zajedno s banom Šokčevićem pokušao ustrojiti Hrvatsku pravoslavnu Crkvu radi očuvanja jedinstva hrvatskog naroda, no nije uspio.
Godine 1866. nakon poraza Austrije u ratu s Pruskom i krize Monarhije, dolazi do Austro-Ugarske nagodbe. Hrvatskoj je ostavljeno da se dogovori s Mađarima. Ban Šokčević je držao da je izigran od strane dvora i podnio je ostavku. Dana 27. lipnja 1867. razriješen je banske dužnosti. Već iduće godine je umirovljen, te se povlači se iz političkog i javnog života Hrvatske, potom se seli u Graz, a nakon toga u Beč gdje i umire 1896.
Krajem svibnja 2002. posmrtni ostatci bana Šokčevića preneseni su iz Beča u njegov rodni grad Vinkovce.